# مارکو ترداپ
مارکو ترداپ (انگلیسی: Marko Tredup؛ زادهٔ ۱۵ مهٔ ۱۹۷۴) بازیکن فوتبال اهل آلمان است.
از باشگاه‌هایی که در آن بازی کرده‌است می‌توان به باشگاه فوتبال روت وایس اهلن، باشگاه فوتبال هانزا روستوک، باشگاه فوتبال اسنابروک، و باشگاه فوتبال یونیون برلین اشاره کرد.